# Manolás (ort i Grekland, Västra Grekland)
Manolás är en ort i Grekland.   Den ligger i prefekturen Nomós Ileías och regionen Västra Grekland, i den centrala delen av landet, 210 km väster om huvudstaden Aten. Manolás ligger 5 meter över havet och antalet invånare är 1 650.
Terrängen runt Manolás är platt. Havet är nära Manolás åt nordväst.Runt Manolás är det ganska tätbefolkat, med 56 invånare per kvadratkilometer. Närmaste större samhälle är Lechainá, 14,9 km sydväst om Manolás. == Kommentarer ==
1. ↑  Framräknat ur variansen i alla höjduppgifter (DEM 3") från Viewfinder Panoramas, inom 10 km radie.[2] Mer om algoritmen finns här: Användare:Lsjbot/Algoritmer.